# NANOGrav
Північноамериканська наногерцева обсерваторія гравітаційних хвиль (англ. North American Nanohertz Observatory for Gravitational Waves, NANOGrav) — консорціум астрономів, створений з метою виявлення гравітаційних хвиль за допомогою регулярних спостережень за ансамблем мілісекундних пульсарів за допомогою телескопа Грін-Бенк, обсерваторії Аресібо та Дуже великого масиву. Цей проєкт є частиною Міжнародного масиву таймінгу пульсарів, нарівні з Парксівським масивом таймінгу пульсарів в Австралії, Європейським масивом таймінгу пульсарів та Індійським масивом таймінгу пульсарів.

## Виявлення гравітаційних хвиль за допомогою таймінгу пульсарів

Діаграма кореляції між пульсарами, спостережуваними за допомогою NANOGrav, від кутової відстані між пульсарами, порівняно з теоретичною моделлю (штрихована фіолетова лінія, крива Геллінгса–Даунса) і без фону гравітаційної хвилі (зелена пряма)

Гравітаційні хвилі є важливим передбаченням загальної теорії відносності Ейнштейна. Вони виникають в результаті руху матерії, флуктуацій у молодому Всесвіті та динаміки самого простору-часу.
Пульсари — це нейтронні зорі зі швидким обертанням і сильною намагніченістю. Вони утворюються під час вибухів наднових. Вони діють як високоточні годинники і мають багато фізичних застосувань у небесній механіці, сейсмології нейтронних зір, галактичній астрономії та тестуванні загальної теорії відносності.
Ідею застосування пульсарів як детекторів гравітаційних хвиль наприкінці 1970-х років запропонували Сажин і Детвайлер. Ідея полягає в тому, щоб розглядати барицентр Сонячної системи та віддалений пульсар як протилежні кінці уявного плеча інтерферометра — детектора гравітаційних хвиль. Пульсар діє як еталонний годинник на одному кінці плеча, посилаючи регулярні сигнали, які приймає спостерігач на Землі. Вплив гравітаційної хвилі, що проходить повз такий детектор, полягав би в порушенні локальної метрики простору-часу та змінах спостережуваної частоти обертання пульсара.
Геллінгс і Даунс в 1983 році поширили цю ідею на масив пульсарів і виявили, що стохастичний фон гравітаційних хвиль створить корельований сигнал для різних кутових відстаней на небі, тепер відомий як крива Геллінгса–Даунса. Чутливість цього методу була обмежена точністю та стабільністю обертання пульсарів у масиві. Після відкриття першого мілісекундного пульсара в 1982 році Фостер і Бекер були одними з перших астрономів, які серйозно покращили чутливість до гравітаційних хвиль, застосувавши аналіз Геллінгса—Даунса до масиву високостабільних мілісекундних пульсарів.
Поява сучасних цифрових систем збору даних, нових радіотелескопів і приймачів, а також відкриття багатьох нових пульсарів підвищили чутливість масиву таймінгу пульсарів. Стаття 2010 року Гоббса та ін. підсумовує ранній стан таких міжнародних досліджень. Стаття 2013 року Демореста та ін. описує аналіз даних NANOGrav за перші п'ять років і перше обмеження на стохастичний фон гравітаційних хвиль. Після цього у 2015 та 2018 роках відповідно були опубліковані результати NANOGrav за 9 і 11 років. Кожен додатково обмежив фон гравітаційної хвилі, а в другому випадку були вдосконалені методи точного визначення барицентру Сонячної системи.
У 2020 році колаборація представила перші докази фону гравітаційних хвиль в межах релізу даних за 12,5 років, отримавши форму шуму, що відповідала теоретичним очікуванням, однак ці дані ще не можна було однозначно інтерпретувати як гравітаційні хвилі.
У десятирічному огляді астрономії та астрофізики 2020 року Національні академії наук[які?] назвали NANOGrav одним із восьми середньомасштабних астрофізичних проєктів, рекомендованих як пріоритетні для фінансування в наступному десятилітті.
У червні 2023 року NANOGrav опублікував додаткові докази фону стохастичних гравітаційних хвиль, використовуючи дані за 15 років. Зокрема, він зробив вимірювання кривої Геллінгса—Даунса, унікальної ознаки спостереження гравітаційної хвилі.